# Saint-Hilaire-le-Vouhis
Saint-Hilaire-le-Vouhis är en kommun i departementet Vendée i regionen Pays de la Loire i västra Frankrike. Kommunen ligger i kantonen Chantonnay som tillhör arrondissementet La Roche-sur-Yon. År 2022 hade Saint-Hilaire-le-Vouhis 1 095 invånare.

## Befolkningsutveckling
Antalet invånare i kommunen Saint-Hilaire-le-Vouhis
| Referens: INSEE |